# Blanchard (Luizjana)
Blanchard – miasto w Stanach Zjednoczonych, w stanie Luizjana, w parafii Caddo.